# Condylorrhiza epicapna
Condylorrhiza epicapna is een vlinder uit de familie van de grasmotten (Crambidae), uit de onderfamilie van de Spilomelinae. De wetenschappelijke naam van deze soort is voor het eerst voorgesteld als Hedylepta epicapna door Edward Meyrick in een publicatie uit 1933.
De soort komt voor in Congo-Kinshasa.